# Pingstbrud
Pingstbrud eller Majbrud var i äldre tid en tradition i Götaland att någon giftasvuxen kvinna kläddes upp som inför ett bröllop fast inte sällan med kläder, smycken och dylikt av sämre kvalitet än vid en riktig vigselakt.
Syftet var nämligen inte att någon vigsel skulle äga rum, utan den bärande idén kring pingstbruden var att underlätta tiggeri av pengar och mat. Pingstbruden fördes runt från gård till gård, ibland även från by till by av sitt följe. I Skåne företog man under pingsthelgen eller midsommarhelgen även ett fingerat bröllopståg till kyrkan.
Inte oväntat uppstod snart ett synsätt att den som hade varit pingstbrud fick svårt att stå brud på riktigt. Därför var det ofta efterblivna och/eller mycket fattiga unga kvinnor som övertalades till att ställa upp som pingstbrud - mot att de erhöll en viss andel av det som på detta vis tiggdes ihop.
Från 1800-talets mitt blev det i stället vanligare att barn uppträdde som låtsasbrudpar.
I dag innebär beteckningen pingstbrud att någon gifter sig under pingsthelgen eller i direkt anslutning därtill.